# Bactrodesmium pallidum
Bactrodesmium pallidum är en svampart som beskrevs av M.B. Ellis 1959. Bactrodesmium pallidum ingår i släktet Bactrodesmium, klassen Dothideomycetes, divisionen sporsäcksvampar och riket svampar.   Inga underarter finns listade i Catalogue of Life.